# Kullö
Kullö est une île et une localité de Suède dans la commune de Vaxholm située dans le comté de Stockholm.
Sa population était de 1 016 habitants en 2019.